# 2016年アジアビーチゲームズ
2016年アジアビーチゲームズ（2016ねんアジアビーチゲームズ、第5回アジアビーチゲームズ、Da Nang Viet Nam 2016 Fifth Asian Beach Games）は2016年にベトナムのダナンで開催された国際競技大会である。当初はタイのプーケット島で開催される予定であったが、2014年に変更されたため、2016年大会も変更となった。当初はベトナムのニャチャンにて開催予定であった。